# Mitscherklasse
De Mitscherklasse was een experimentele klasse van torpedobootjagers bij de Amerikaanse marine.
Alle vier de schepen van de Mitscherklasse zijn besteld op 3 augustus 1948 en zijn vernoemd naar admiraals uit de Tweede Wereldoorlog. Elk schip had een andere vorm en indeling van de aandrijving en andere systemen, om zo te kunnen bepalen wat de beste oplossingen waren voor toekomstige destroyerontwerpen.
Begin jaren 60 onderging de Mitscherklasse de FRAM I modernisering, waaronder het vervangen van de ketels.

## Schepen
- USS Mitscher (DL-2)
- USS John S. McCain (DL-3)
- USS Willis A. Lee (DL-4)
- USS Wilkinson (DL-5)